# Kajetan Burger
Kajetan Štefan Vladimir Burger, slovenski violinist, * 26. december 1914, Postojna, + 29. september 2002.
Rodil se je v družini postojnskega hotelirja Alojza Burgerja. Diplomiral je leta 1937 na ljubljanski Akademiji za glasbo v razredu profesorja J. Šlaisa. Že kot študent je od 1935 dalje igral v orkestru Ljubljanske opere. Od 1947 je bil koncertni mojster. Občasno je igral tudi v orkestru Slovenske filharmonije in sodeloval v različnih zasedbah, ki so izvajale komorno glasbo, med drugim tudi v duu Jan Šlaisa-Kajetan Burger in ansamblu Slovenskih solistov. Ukvarjal se je tudi s pedagoškim delom.